# برينتري تاون
نادي برنتري تاون لكرة القدم (بالإنجليزية:  Braintree Town F.C.)‏ هو نادٍ شبه محترف مقره في برينتر، إسيكس، بإنجلترا. تأسس عام 1898 وهو عضو في دوري الجنوب، الدرجة السادسة لكرة القدم الإنجليزية، ويلعب في Cressing Road.